# 懷蔭布
怀荫布（1708年—？），又花音布，字景棠，格濟勒氏，满洲正黄旗人，清朝政治人物。 雍正乙卯科舉人，乾隆丙辰科進士。官國子監司業，福建泉州府知府。誥封光祿大夫。

## 家族
- 伯父色通額，雍正八年庚戌科进士。族亲興泰，乾隆元年丙辰科同榜进士；際良，乾隆五十二年丁未科进士。
- 子懐謙，著有《两间堂诗草》；孙廉善、廉能，嘉庆四年己未科同榜进士；曾孙成琦，道光三十年庚戌科进士。
- 女一格濟勒氏，为三等侍卫宗室永快嫡妻（父都統、散秩大臣宗室弘暟，祖父多羅恂勤郡王允禵即康熙帝第十四子）[2]。